# Вети Пазар
Вети Пазар (грч. Ποντοχώρι, Пондохори) је насељено место у општини Пела у периферији Средишња Македонија, Грчка. Према попису из 2021. године било је 33 становника.
Према бугарском географу и историчару, Василу Канчову, у Ветом Пазару је 1900. године живело 240 Словена хришћана. Године 1924. из села је принудно исељено 89 мештана а на њихово место су насељене грчке избеглице из Турске. На попису из 1928. године Вети Пазар и новоизграђено избегличко насеље Аксос су имали 894 становника. Од 1940. године се води као посебно насеље и има 252 становника. Вети Пазар је 1991. године имао 62 становника, већина су били Словени.